# Jaantje van d'n Duunkant

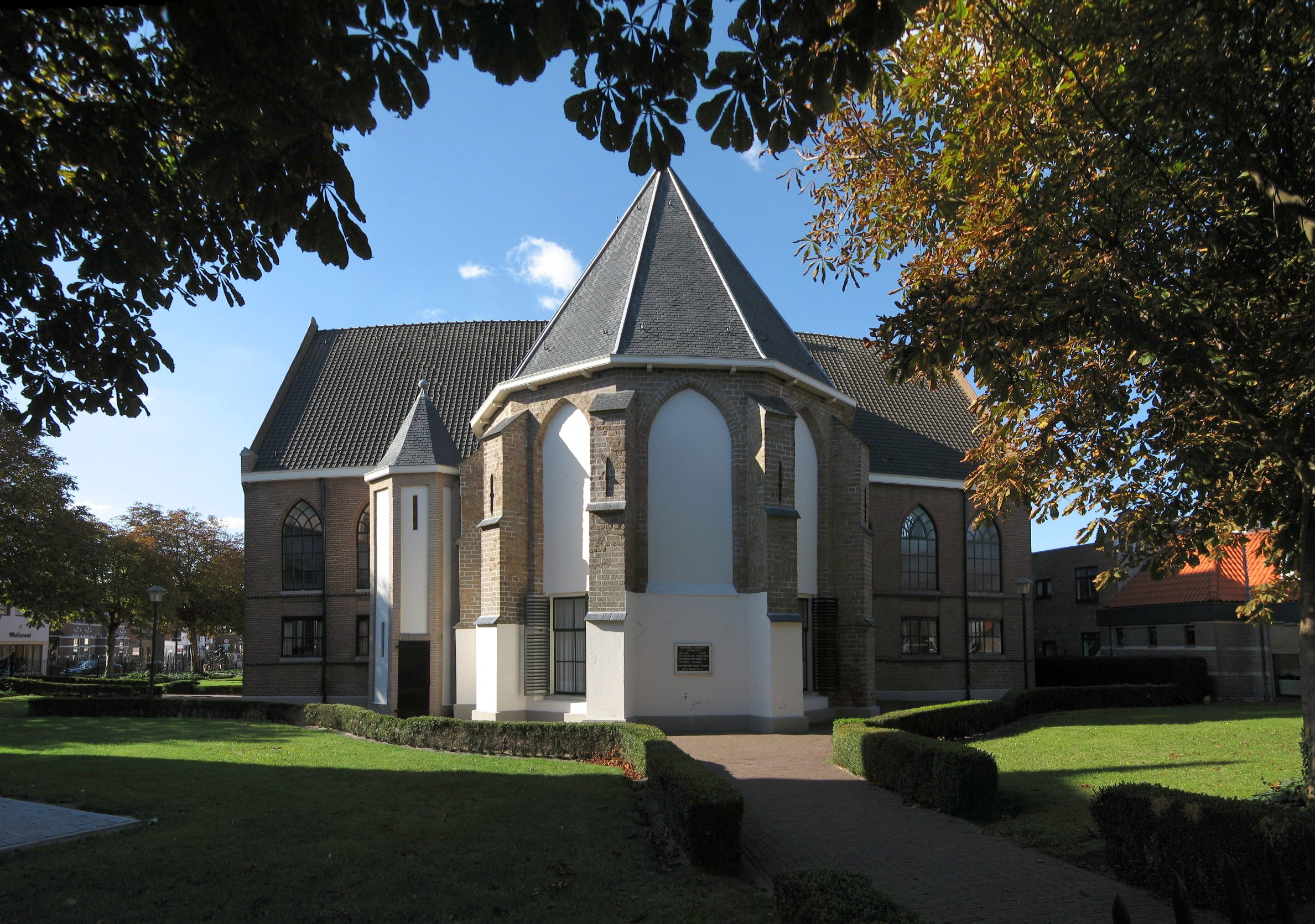
De dorpskerk van Ouddorp.

Arjaantje Tanis-Tanis (Ouddorp, 15 januari 1895 - Ouddorp, 19 december 1990), beter bekend als Jaantje van d’n duunkant is een bekend figuur uit het verleden van Ouddorp en in bevindelijk gereformeerde kringen.

## Levensloop
Jaantje Tanis verkreeg haar bekendheid als ‘bekeerde vrouw’. Bekeerd wil zeggen dat een mens door God wordt uitverkoren, waardoor men een geheel ander leven krijgt en na het sterven in de hemel mag komen. Dit gebeurt niet door goede werken (bijvoorbeeld in de Rooms-Katholieke Kerk) maar enkel uit genade. Naar eigen zeggen is Jaantje op 38-jarige leeftijd door God stilgezet. Vanuit het hele land reisden mensen naar haar afgelegen huisje in de duinen van Ouddorp om haar over Gods werk te horen spreken. Van haar zijn ook wonderen bekend. Eenmaal kwam ze op zondag terwijl het buiten stortregende geheel droog in de dorpskerk van Ouddorp aan, terwijl ze enige kilometers vanaf de duinen was komen lopen. Een andere keer werd ze door engelen bewaard terwijl inbrekers haar huis op geld doorzochten.
Jaantje Tanis is op 19 december 1990 overleden en begraven door ds. D. Heemskerk. Nog steeds wordt ze in veel preken aangehaald als ‘voorbeeldfiguur’.

## Context
Bekeerde mensen staan in hoog aanzien in bevindelijk gereformeerde kringen, bijvoorbeeld de Gereformeerde Gemeenten en de Hersteld Hervormde Kerk. Door hun deelname aan het Heilig Avondmaal zijn ze duidelijk afgebakend van de rest van de gemeente. Ze maken een klein percentage uit van de kerkelijke gemeente, hun aandeel varieert in reformatorische gemeenten van 1% tot hooguit 10%. Bepaalde mensen, bijvoorbeeld Leen Potappel, zijn in het hele land bekend en worden met veel respect behandeld. Andere voorbeelden zijn Matje Verbruggen uit Vinkeveen, Mientje Vrijdag uit Rijssen of Jan de Korte uit Meliskerke. Op hun begrafenissen komen soms duizenden mensen. Buiten de bevindelijk gereformeerde gezindte is deze manier van leven nauwelijks bekend. Regelmatig worden wel boeken uitgegeven met levensgeschiedenissen, maar de meeste verhalen zijn enkel uit mondelinge overlevering bekend.